# Serie A1 2008-2009 (rugby a 15)
La serie A1 2008-09 fu il 75º campionato di seconda divisione di rugby a 15 in Italia.
Si tenne dal 5 ottobre 2008 al 30 maggio 2009 tra 12 squadre a girone unico con una coda di play-off tra le prime tre classificate e la prima della serie A2, rispettivamente I Cavalieri, S.S. Lazio, L’Aquila e Noceto.
Poco prima dell'inizio del torneo l'Amatori Catania rinunciò alla categoria e chiese la riassegnazione alla serie B; il suo posto fu preso dal Livorno, quarto classificato in serie A2 della stagione precedente, e il contrattempo provocò lo slittamento di una settimana dell'inizio del torneo.
Inoltre, l'Amatori Milano rilevò il titolo sportivo del Leonessa, scioltasi alla fine del campionato precedente, e ne prese il posto in serie A1.
S.S. Lazio e L'Aquila disputarono la propria semifinale in impianti differenti da quelli dove avevano ospitato la stagione regolare: i romani scesero in campo allo stadio Flaminio in luogo del centro sportivo dell'Acqua Acetosa, mentre L'Aquila si trasferì a Roseto degli Abruzzi per via dell'inagibilità dello stadio Fattori a causa del sisma nel capoluogo abruzzese di un mese prima.
Il Flaminio ospitò anche la finale, che fu vinta nei tempi supplementari dalla formazione pratese sugli aquilani dopo che gli 80' regolamentari erano terminati sul 15 pari.
I Cavalieri fu quindi ammessa per la prima volta in massima divisione e si laureò campione nazionale di serie A, mentre Firenze 1931 e Amatori Alghero furono retrocesse in serie B.
Tuttavia, a stagione sportiva terminata, la Federazione Italiana Rugby operò alcune variazioni a seguito della rinuncia di Calvisano e Capitolina a disputare il Super 10 2009-10: L’Aquila fu ripescata e promossa nel Super 10 2009-10, mentre Firenze 1931 (retrocesso in A2 2009-10) e Badia (quarto in A2 2008-09) furono ripescate in serie A1 2009-10 per riempire i due posti lasciati liberi dal ripescaggio della squadra abruzzese e dalla mancata retrocessione, a propria volta, dal Super 10 del GRAN Parma.

## Squadre partecipanti
| Club            | Sponsor                         | Città             | Impianto interno   |
| --------------- | ------------------------------- | ----------------- | ------------------ |
| Amatori Alghero | Novaco (info provider nautico)  | Alghero           | Stadio Maria Pia   |
| Amatori Milano  |                                 | Milano            | Stadio Giuriati    |
| Colorno         | Blugeo (depurazione idrica)     | Colorno           | Stadio Maini       |
| Firenze 1931    |                                 | Firenze           | Stadio Padovani    |
| I Cavalieri     |                                 | Prato             | Stadio Chersoni    |
| L’Aquila        | Easy Living (elettronica)       | L'Aquila          | Stadio Fattori     |
| S.S. Lazio      |                                 | Roma              | C.S. Giulio Onesti |
| Livorno         | Bozzi                           | Livorno           | Stadio Montano     |
| Piacenza        |                                 | Piacenza          | Stadio Beltrametti |
| San Donà        | Orved (sottovuoto alimentare)   | San Donà di Piave | Stadio Torresan    |
| San Marco       | Marchiol (materiale elettrico)  | Mogliano Veneto   | Stadio Quaggia     |
| Udine           | Hafro (idraulica idromassaggio) | Udine             | Stadio Gerli       |

## Formula
Il campionato si tenne a girone unico; a essere interessati ai play-off e ai play-out furono le prime tre classificate e le ultime due.
Per quanto riguarda i play-off la loro composizione fu la seguente:
- la seconda e la terza classificata di serie A1 si incontrarono in gara doppia nella prima semifinale
- la vincitrice della serie A1 e quella di A2 si incontrarono nella seconda semifinale, sempre in gara doppia.
- le vincitrici delle due semifinali si incontrarono per il titolo di campione d'Italia di serie A e la promozione in Super 10[2].

Non si disputarono play-out perché dal campionato di serie A2 si ritirarono le seconde squadre dei club professionistici, per i quali fu istituito un campionato a parte, per cui i posti lasciati liberi in serie A2 furono rimpiazzati con promozioni dalla serie B e retrocessioni dirette dalla serie A1.

## Stagione regolare
| 5-10-2008  | 1ª/12ª giornata           | 11-1-2009 |
| ---------- | ------------------------- | --------- |
| 55-17      | L'Aquila - Livorno        | 12-7      |
| 23-20      | Firenze 1931 - San Marco  | 12-25     |
| 17-13      | Udine - San Donà          | 12-28     |
| 16-15      | Lazio - I Cavalieri       | 8-28      |
| 44-14      | Am. Milano - Alghero      | 20-20     |
| 31-8       | Colorno - Piacenza        | 21-20     |
|            |                           |           |
| 26-10-2008 | 4ª/15ª giornata           | 1-2-2009  |
| 64-5       | I Cavalieri - Alghero     | 47-25     |
| 25-21      | San Donà - Colorno        | 3-23      |
| 22-15      | San Marco - Am. Milano    | 12-9      |
| 28-49      | Livorno - Lazio           | 8-14      |
| 47-24      | L'Aquila - Udine          | 6-12      |
| 19-15      | Piacenza - Firenze 1931   | 7-5       |
|            |                           |           |
| 22-11-2008 | 7ª/18ª giornata           | 29-3-2009 |
| 37-7       | Lazio – Udine             | 31-9      |
| 43-26      | Am. Milano - Firenze 1931 | 8-30      |
| 37-15      | Colorno – L'Aquila        | 10-43     |
| 8-37       | Alghero – Livorno         | 17-45     |
| 45-10      | I Cavalieri - San Marco   | 10-5      |
| 35-7       | San Donà - Piacenza       | 19-16     |
|            |                           |           |
| 14-12-2008 | 10ª/21ª giornata          | 26-4-2009 |
| 10-3       | Livorno – San Marco       | 20-33     |
| 39-16      | L'Aquila - San Donà       | 36-8      |
| 6-22       | Firenze 1931- I Cavalieri | 5-47      |
| 8-11       | Udine – Alghero           | 24-10     |
| 24-15      | Lazio - Colorno           | 8-8       |
| 16-11      | Am. Milano - Piacenza     | 21-35     |

| 12-10-2008 | 2ª/13ª giornata          | 18-1-2009 |
| ---------- | ------------------------ | --------- |
| 6-46       | Alghero - Colorno        | 6-44      |
| 31-16      | I Cavalieri - Am. Milano | 35-30     |
| 27-29      | San Donà - Lazio         | 19-24     |
| 29-22      | San Marco - Udine        | 19-7      |
| 13-24      | Livorno - Firenze 1931   | 8-11      |
| 10-16      | Piacenza - L'Aquila      | 5-49      |
|            |                          |           |
| 1-11-2008  | 5ª/16ª giornata          | 22-2-2009 |
| 20-0       | Udine – Firenze 1931     | 7-32      |
| 0-30       | Lazio – L'Aquila         | 15-13     |
| 36-29      | Am. Milano – Livorno     | 19-35     |
| 49-24      | Colorno – San Marco      | 37-25     |
| 11-24      | Alghero – San Donà       | 20-30     |
| 55-0       | I Cavalieri – Piacenza   | 31-30     |
|            |                          |           |
| 30-11-2008 | 8ª/19ª giornata          | 5-4-2009  |
| 23-9       | San Marco – San Donà     | 38-15     |
| 3-26       | Livorno - I Cavalieri    | 23-33     |
| 75-7       | L'Aquila - Alghero       | 19-14     |
| 8-9        | Firenze 1931 – Colorno   | 17-31     |
| 7-3        | Udine - Am. Milano       | 0-18      |
| 25-19      | Piacenza - Lazio         | 32-39     |
|            |                          |           |
| 21-12-2008 | 11ª/22ª giornata         | 3-5-2009  |
| 13-13      | Colorno – Am. Milano     | 36-15     |
| 26-32      | Alghero - Lazio          | 22-32     |
| 33-17      | I Cavalieri - Udine      | 54-7      |
| 42-18      | San Donà – Firenze 1931  | 7-31      |
| 19-20      | San Marco - L'Aquila     | 34-32     |
| 11-12      | Piacenza - Livorno       | 33-12     |

| 19-10-2008 | 3ª/14ª giornata         | 25-1-2009 |
| ---------- | ----------------------- | --------- |
| 10-26      | Firenze 1931 - L'Aquila | 0-42      |
| 21-14      | Udine - Livorno         | 8-15      |
| 17-13      | Lazio - San Marco       | 35-16     |
| 40-22      | Am. Milano - San Donà   | 20-29     |
| 13-37      | Colorno - I Cavalieri   | 6-44      |
| 22-20      | Alghero - Piacenza      | 13-23     |
|            |                         |           |
| 15-11-2008 | 6ª/17ª giornata         | 8-3-2009  |
| 7-31       | San Donà – I Cavalieri  | 14-50     |
| 49-22      | L'Aquila - Am. Milano   | 24-17     |
| 14-33      | Firenze 1931 – Lazio    | 14-22     |
| 20-32      | Livorno – Colorno       | 21-29     |
| 17-11      | San Marco - Alghero     | 16-12     |
| 26-13      | Piacenza - Udine        | 18-26     |
|            |                         |           |
| 7-12-2008  | 9ª/20ª giornata         | 19-4-2009 |
| 22-44      | Am. Milano – Lazio      | 5-49      |
| 42-10      | Colorno - Udine         | 7-13      |
| 14-10      | Alghero - Firenze 1931  | 15-29     |
| 21-10      | I Cavalieri – L'Aquila  | 13-72     |
| 19-15      | San Donà - Livorno      | 18-29     |
| 30-24      | San Marco - Piacenza    | 3-21      |

### Classifica
|  |     | Squadra         | G  | V  | N | P  | PF  | PS  | P±   | B  | Pen | Pt |
|  | --- | --------------- | -- | -- | - | -- | --- | --- | ---- | -- | --- | -- |
|  | 1.  | I Cavalieri     | 22 | 20 | 0 | 2  | 772 | 328 | 444  | 18 | 0   | 98 |
|  | 2.  | S.S. Lazio      | 22 | 18 | 1 | 3  | 577 | 396 | 181  | 13 | 0   | 87 |
|  | 3.  | L’Aquila        | 22 | 17 | 0 | 5  | 730 | 318 | 412  | 15 | 0   | 83 |
|  | 4.  | Colorno         | 22 | 14 | 2 | 6  | 560 | 405 | 155  | 13 | 0   | 73 |
|  | 5.  | San Marco       | 22 | 12 | 0 | 10 | 436 | 455 | −19  | 9  | 0   | 57 |
|  | 6.  | Livorno         | 22 | 7  | 0 | 15 | 421 | 511 | −90  | 16 | 0   | 44 |
|  | 7.  | San Donà        | 22 | 9  | 0 | 13 | 429 | 550 | −121 | 5  | 0   | 41 |
|  | 8.  | Piacenza        | 22 | 8  | 0 | 14 | 401 | 503 | −102 | 8  | 0   | 40 |
|  | 9.  | Amatori Milano  | 22 | 6  | 2 | 14 | 452 | 573 | −121 | 9  | 0   | 37 |
|  | 10. | Udine           | 22 | 7  | 0 | 15 | 291 | 518 | −227 | 9  | 0   | 37 |
|  | 11. | Firenze 1931    | 22 | 8  | 0 | 14 | 365 | 480 | −115 | 5  | 4   | 33 |
|  | 12. | Amatori Alghero | 22 | 4  | 1 | 17 | 323 | 692 | −369 | 1  | 0   | 19 |

## Play-off
|  | Semifinali | Semifinali  | Semifinali | Semifinali | Semifinali |  |  | Finale      | Finale      | Finale |  |
|  |            |             |            |            |            |  |  |             |             |        |  |
|  | 1A2        | Noceto      | 12         | 22         | 34         |  |  |             |             |        |  |
|  | 1A1        | I Cavalieri | 13         | 26         | 39         |  |  | I Cavalieri | I Cavalieri | 25     |  |
|  | 3A1        | L’Aquila    | 16         | 3          | 19         |  |  | L’Aquila    | L’Aquila    | 18     |  |
|  | 2A1        | S.S. Lazio  | 10         | 7          | 17         |  |  |             |             |        |  |

### Semifinali
| Arbitro: | Nereo Dordolo (Udine) |

|                            |      |                        |
|                            | mt   | 19’ Burton             |
|                            | tr   | 19’ Wakarua            |
| Anversa 21’, 36’, 49’, 52’ | c.p. | 31’ Wakarua 58’ Burton |

| Arbitro: | Stefano Marrama (Padova) |

|                               |      |             |
| Carpente 61’                  | mt   | 10’ Marrano |
| Sweeney 61’                   | tr   | 10’ Sulpis  |
| Sweeney 38’, 58’ Carpente 43’ | c.p. | 79’ Sulpis  |

| Arbitro: | Giulio De Santis (Roma) |

|                       |      |                            |
| Neri 8’ tecnica 80’   | mt   | 44’ Majstorović            |
| Wakarua 8’ Burton 80’ | tr   | 44’ Anversa                |
| Wakarua 24’, 36’, 46’ | c.p. | 19’, 33’, 40’, 70’ Anversa |
| Burton 80+8’          | drop | 12’ Anversa                |

| Arbitro: | Carlo Damasco (Napoli) |

|              |      |              |
| Poppmeier 4’ | mt   |              |
| Sulpis 4’    | tr   |              |
|              | c.p. | 49’ Carpente |

### Finale
| Arbitro: | Paolo Ventura (Roma) |

|                                     |      |                                     |
| Burton 24’ Villagra 33’ Murgier 81’ | mt   |                                     |
| Burton 24’, 81’                     | tr   |                                     |
| Burton 1’, 94’                      | c.p. | 7’, 26’, 47’, 50’, 78’, 88’ Sweeney |

## Verdetti
- I Cavalieri: Campione d'Italia Serie A, promossa in Super 10 2009-10
- Firenze 1931 e Amatori Alghero: retrocesse in serie A2 2009-10